# 泽瓦河
泽瓦河（俄语：Река Зева）是滨海边疆区波扎尔斯基区的河流，源起泽瓦山和莫霍维山间，长139公里，流域面积1660平方公里，注入比金河。中游河宽42米，深1米。下游河宽51米。

## 引用
1. ↑  А·П·穆拉诺夫. . 列宁格勒: 气象出版社. 1966 （俄语）.
2. ↑  . 列宁格勒: 气象出版社 （俄语）.
3. ↑  Т·А·基谢尔科瓦娅. . 列宁格勒: 气象出版社. 1977 （俄语）.
4. ↑  . 自然资源部 VerumWiki （俄语）.